# NGC 3412
NGC 3412 é uma galáxia lenticular (SB0) localizada na direcção da constelação de Leo. Possui uma declinação de +13° 24' 46" e uma ascensão recta de 10 horas, 50 minutos e 53,3 segundos.
A galáxia NGC 3412 foi descoberta em 8 de Abril de 1784 por William Herschel.